# Solomon Bates
Solomon Bates (18 aprile 1982) è un ex giocatore di football americano statunitense della National Football League (NFL).
È stato scelto dai Seattle Seahawks al quarto giro del Draft NFL 2003.